# Александър Димов (футболист)
Александър Димов Иванов е бивш български футболист, полузащитник, настоящ треньор по футбол. Шампион на България с Етър (Велико Търново) и шампион на Малта с отбора на Валета. Национален състезател във всички национални гарнитури.  

## Биография
Роден е на 25 септември 1967 г. в Шумен. Има над 50 мача във всички национални гарнитури. Младежки национал на България с участие в Световното първенство за юноши през 1985 г. и в Европейското първенство за юноши до 18 г. през 1986 г. в Югославия. Титуляр в състава на отбора на Световното първенство по футбол за младежи в Чили през 1987 г. На 23 години дебютира в "A" националния отбор на страната. 
Професионален футболист в периода 1989/2000 г. Играе за ФК Шумен, Етър (Велико Търново) и Валета (Малта). През 1991 г. става шампион на България с Етър. Заедно с Илиян Киряков са единствените двама футболисти играли във всички 30 мача през шампионския сезон на Етър. В международните турнири като футболист на Етър има 2 мача за КЕШ и 6 мача за Купата на Балканите в които бележи 3 гола. От Етър преминава във Валета (Малта), където играе в Малтийската Висша лига и в Шампионска лига. Носител на Суперкупата на Малта и шампион на Малта като футболист на Валета. През 2000 г. приключва състезателната си кариера и започва дейност като треньор.
Лицензиран треньор по футбол с УЕФА Лиценз "А".  Председател и старши треньор на ФК Шумен 2007. Преминава през всички възрастови групи на ДЮШ. Помощник-треньор на Велин Кефалов в Етър (Велико Търново) през сезон 2010 - 2011 г. Старши треньор на Шумен 2010 във В група - класиране на отбора на първо място в СИ В група и влизане в Б група.